# Lalo Schifrin

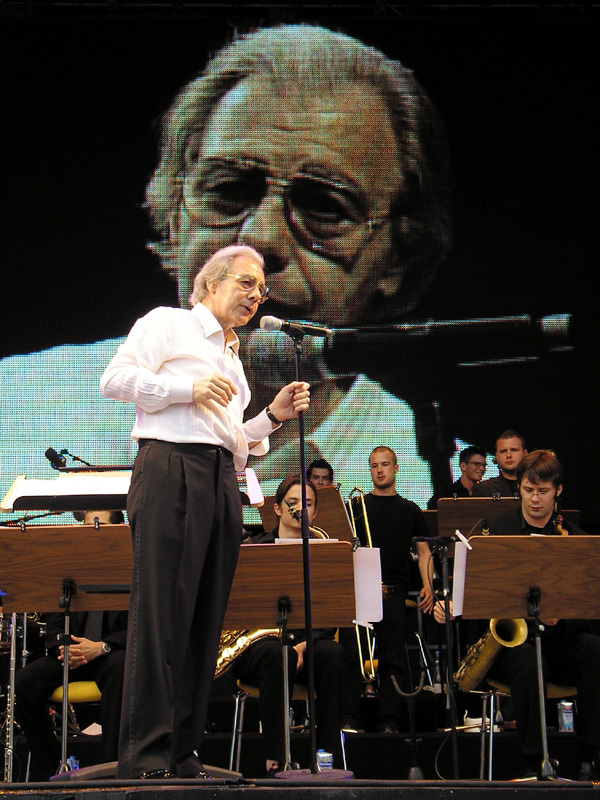
Lalo Schifrin (2006)

Lalo Schifrin (* 21. Juni 1932 in Buenos Aires als Boris Claudio Schifrin; † 26. Juni 2025 in Los Angeles, Kalifornien) war ein argentinisch-US-amerikanischer Pianist, Komponist, Arrangeur und Dirigent. Zu seinen bekanntesten Kompositionen zählen die Titelthemen der Serien Kobra, übernehmen Sie (Originaltitel: Mission: Impossible), Starsky & Hutch und Mannix.

## Leben
Schifrin wurde 1932 in Buenos Aires in eine jüdische Familie geboren. Im Alter von sechs Jahren lernte er bei Enrique Barenboim, dem Vater des Dirigenten Daniel Barenboim, Klavier spielen. In seiner Jugend vertiefte er seine Kenntnisse als Schüler von Andreas Karalis und Juan Carlos Paz; auch erwachte zu dieser Zeit sein Interesse am Jazz. Mit 20 bewarb sich Schifrin am Conservatoire de Paris, wo er bei Olivier Messiaen und Charles Koechlin studierte. Sein Studium finanzierte er, indem er in Pariser Nachtclubs als Jazz-Pianist auftrat.
Wieder in Argentinien gründete er ein Jazz-Orchester, in dem unter anderem Gato Barbieri spielte. Er trat auch gemeinsam mit Bola Sete auf, der zu dieser Zeit durch Südamerika tourte. 1958 lernte er während eines Konzerts in Buenos Aires Dizzy Gillespie kennen, für dessen Orchester er die Suite Gillespiana komponierte. Die Begegnung führte dazu, dass er mit 26 Jahren in die USA übersiedelte. Hier änderte er seinen Vornamen offiziell in Lalo, der argentinischen Koseform seines zweiten Vornamens Claudio.
In New York arbeitete Schifrin zunächst im Trio mit Eddie de Haas und Rudy Collins. 1960, nach der Auflösung von Gillespies Big Band, trat Schifrin dessen neuem Quintett bei. Schnell avancierte er zum musikalischen Leiter und Arrangeur. Gillespiana wurde im selben Jahr aufgenommen, und Schifrin blieb bis 1962 in Gillespies Ensemble. Für ihn schrieb er auch The New Continent, 1962 auf dem Monterey Jazz Festival aufgeführt. 1962 bis 1963 arbeitete er als Pianist mit der Quincy Jones Big Band und wirkte am Album Big Band Bossa Nova mit. Ebenso wirkte er als Pianist bei Astor Piazzollas erstem in Paris aufgenommenen Tango-Album Concert for Bandoneón and Orchestra mit und arbeitete mit Sarah Vaughan, Ella Fitzgerald, Stan Getz, Eric Dolphy und Count Basie zusammen.
1963 wurde Schifrin von seiner Plattenfirma MGM angeboten, die Filmmusik zum Film Rhino! zu komponieren. Es wurde die erste von über 100 Filmmusiken. Schifrins jazzige Kompositionen für Filmklassiker wie Bullitt (1968) oder Dirty Harry (1971) gaben der Filmmusik neue Impulse. In den späten 1960er und 1970er Jahren komponierte Schifrin außerdem einige der bekanntesten Titelmelodien für Fernsehserien wie Kobra, übernehmen Sie (Originaltitel: Mission: Impossible) oder Mannix. Daneben schrieb er prägende Crossover-Werke wie Jazz Suite on the Mass Texts (1965). Von 1968 bis 1971 lehrte er zudem an der University of California, Los Angeles. 1969 nahm er die amerikanische Staatsbürgerschaft an.
Seit den 1980er Jahren konzentrierte sich Schifrin mehr auf seine Tätigkeit als Arrangeur und Dirigent. 1986 führte er mit dem Glendale Symphony Orchestra in der  Hollywood Bowl mit großem Erfolg sein Salute to the Statue of Liberty auf. Zu den Pan American Games komponierte er 1987 die Ouvertüre und 1995 das Finale. Sein Concerto for Guitar and Orchestra wurde vom London Symphony Orchestra mit Angel Romero als Solist uraufgeführt.
Von 1987 bis 1992 war er musikalischer Direktor des Philharmonischen Orchesters von Paris. Er dirigierte viele der bedeutendsten Sinfonieorchester der Welt wie das London Philharmonic Orchestra und das London Symphony Orchestra, die Wiener Symphoniker, das Los Angeles Philharmonic Orchestra, das Israel Philharmonic Orchestra, das Mexico Philharmonic Orchestra, das Houston Symphony Orchestra, das Orchestra of Saint Luke und das National Symphony Orchestra of Argentina.
Von 1989 bis 1995 war Schifrin musikalischer Direktor des Glendale Symphony Orchestra. Für den Auftritt der Drei Tenöre in den Caracalla-Thermen 1990 schrieb er das Finale. 1992 führten Diana Ross, Plácido Domingo und José Carreras gemeinsam mit den Wiener Symphonikern seine Arrangements bei der traditionellen Veranstaltung Christmas in Vienna auf.
Seit 1993 nahm er mit dem London Philharmonic Orchestra die Reihe Jazz Meets the Symphony auf, an der Jazzmusiker wie Ray Brown, Grady Tate, Jon Faddis, Paquito D’Rivera und James Morrison mitwirkten. Ein weiteres bekanntes Crossover-Werk ist The Dissection and Reconstruction of Music from the Past as Performed by the Inmates of Lalo Schifrin’s Demented Ensemble as a Tribute to the Memory of the Marquis De Sade (auch bekannt als Schifrin/Sade).
Ebenfalls 1993 entstand seine Lili’Uokalani Symphony zu Ehren der letzten Monarchin von Hawaii; im selben Jahr wurde diese ebenfalls mit den Wiener Symphonikern aufgenommen. Im Auftrag des Sultans von Oman entstanden seine Symphonic Sketches of Oman, die 2001 mit dem London Symphony Orchestra aufgenommen wurden. 2003 dirigierte er das Georgische Staatliche Sinfonieorchester, das Moskauer Sinfonieorchester und das Orchestre de la Suisse Romande in Genf. Im selben Jahr entstand seine Fantasy for Screenplay and Orchestra für Daniel Barenboim und das Chicago Symphony Orchestra, 2009 folgte Elegy and Meditation, ein Auftragswerk für die Haydn Festspiele Eisenstadt zum 200. Todestag von Joseph Haydn.
Lalo Schifrin starb im Juni 2025 im Alter von 93 Jahren infolge von Komplikationen einer Lungenentzündung. Er hinterließ seine Ehefrau und drei Kinder.

## Schaffen
In seinen Kompositionen verschmolz Schifrin Elemente der klassischen Musik mit Jazz und modernen Kompositionstechniken des 20. Jahrhunderts. So komponierte er unter anderem zwei Klavierkonzerte, ein Concerto for Double Bass, Pulsations, Tropicos, La Nouvelle Orleans und Resonances. Unter dem Titel Mission Impossible: My Life in Music veröffentlichte Schifrin 2008 seine Autobiografie.

## Auszeichnungen
Er erhielt viermal den Grammy, wurde sechsmal für den Oscar nominiert und zweimal für den Golden Globe Award. Er erhielt auch einen Stern auf dem Hollywood Walk of Fame. 2012 war er Preisträger des Max Steiner Awards bei der Veranstaltung Hollywood in Vienna. Nachdem er bei sechs Oscarverleihungen leer ausgegangen war, wurde ihm 2018 der Ehrenoscar für sein Lebenswerk zugesprochen.

## Filmografie (Auswahl)

### Musik für Fernsehserien
- Solo für O.N.C.E.L. (The Man from U.N.C.L.E.)
- Mannix
- Medical Center
- Kobra, übernehmen Sie (Mission: Impossible)
- Petrocelli
- Starsky & Hutch

### Filmmusiken
- 1964: Wie Raubkatzen (Les Félins)
- 1965: Millionenraub in San Francisco (Once a Thief)
- 1965: Cincinnati Kid
- 1965: New York Expreß (Blindfold)
- 1967: Der Unbeugsame (Cool Hand Luke)
- 1967: The Fox
- 1968: Bullitt
- 1968: Die Hölle sind wir (Hell in the Pacific)
- 1968: Coogans großer Bluff (Coogan’s Bluff)
- 1969: Che!
- 1970: Stoßtrupp Gold (Kelly’s Heroes)
- 1970: A Long Way from Nowhere (Dokumentar-Kurzfilm)
- 1971: THX 1138
- 1971: Betrogen (The Beguiled)
- 1971: Dirty Harry
- 1972: Zum Teufel mit Hosianna (The Wrath of God)
- 1972: Sinola
- 1973: Die Odyssee der Neptun (The Neptune Factor)
- 1973: Der Mann mit der Todeskralle (Enter the Dragon)
- 1973: Calahan (Magnum Force)
- 1973: Der Exorzist (im Film nicht verwendet)
- 1973: Der große Coup (Charley Varrick)
- 1974: Die vier Musketiere – Die Rache der Mylady (The Four Musketeers)
- 1975: Der Rächer von Kalifornien (The Master Gunfighter)
- 1976: Der Adler ist gelandet (The Eagle Has Landed)
- 1976: Auf der Fährte des Adlers (Sky Riders)
- 1976: Der Tag der Abrechnung (St. Ives)
- 1976: Reise der Verdammten (Voyage of the Damned)
- 1977: Panik in der Sierra Nova (Day of the Animals)
- 1977: Telefon (Telefon)
- 1977: Achterbahn (Rollercoaster)
- 1978: Der Sieg der Sternenkinder (Return from Witch Mountain)
- 1979: Ein Mann räumt auf (Love and Bullets)
- 1979: Amityville Horror
- 1979: Flucht nach Athena (Escape to Athena)
- 1979: Airport ’80 – Die Concorde (The Concorde: Airport ’79)
- 1980: Der Tag, an dem die Welt unterging (When Time Ran Out …)
- 1980: Die nackte Bombe (The Nude Bomb)
- 1980: Die große Keilerei (The Big Brawl / Battle Creek Brawl)
- 1980: Das große Finale (The Competition)
- 1980: Brubaker
- 1981: Ein perfekter Bruch (Loophole)
- 1981: Buddy Buddy
- 1981: Caveman – Der aus der Höhle kam (Caveman)
- 1981: Die Haut (La pelle)
- 1982: Amityville II – Der Besessene (Amityville II: The Possession)
- 1983: Dirty Harry kommt zurück (Sudden Impact)
- 1983: Dr. Detroit (Doctor Detroit)
- 1983: Starflight One – Irrflug ins Weltall (Starflight: The Plane That Couldn’t Land)
- 1983: Zwei ausgekochte Gauner (The Sting II)
- 1984: Die Klasse von 1984 (Class of 1984)
- 1985: Das mörderische Paradies (The Mean Season)
- 1985: A.D. – Anno Domini (A.D.)
- 1985: Der Schrecken der London Bridge
- 1985: Die Weißkittel – Dümmer als der Arzt erlaubt (Bad Medicine)
- 1986: Der Callgirl Club (Beverly Hills Madam)
- 1986: Black Moon (Black Moon Rising)
- 1987: Das vierte Protokoll (The Fourth Protocol)
- 1988: Das Todesspiel (The Dead Pool)
- 1989: Zweimal Rom und zurück (Little White Lies)
- 1990: Afrika läßt grüßen (Face to Face)
- 1991: F/X 2 – Die tödliche Illusion (F/X2)
- 1991: Don Quijote
- 1993: Die Beverly Hillbillies sind los! (The Beverly Hillbillies)
- 1996: Mission: Impossible (Musikthema)
- 1997: Money Talks – Geld stinkt nicht (Money Talks)
- 1998: Tango
- 1998: Rush Hour
- 2000: Mission: Impossible II (Musikthema)
- 2001: Rush Hour 2
- 2004: Tom Clancy’s Splinter Cell: Pandora Tomorrow (Videospiel)
- 2004: After the Sunset
- 2004: Shrek 2 – Der tollkühne Held kehrt zurück (Shrek 2)
- 2004: Die Brücke von San Luis Rey (The Bridge of San Luis Rey)
- 2006: Mission: Impossible III (Musikthema)
- 2006: Abominable
- 2007: Rush Hour 3
- 2007: Ultrasordine
- 2011: Sweetwater
- 2011: Mission: Impossible – Phantom Protokoll (Musikthema)

## Auszeichnungen
- 1965: Grammy in der Kategorie Beste Jazz-Originalkomposition für The Cat
- 1968: Grammy in der Kategorie Bestes instrumentales Thema für Mission: Impossible
- 1968: Oscar-Nominierung in der Kategorie Beste originale Filmmusik für Der Unbeugsame (1967) (Cool Hand Luke)
- 1968: Oscar-Nominierung in der Kategorie Beste originale Filmmusik für The Fox
- 1977: Oscar-Nominierung in der Kategorie Beste originale Filmmusik für Reise der Verdammten (Voyage of the Damned)
- 1980: Oscar-Nominierung in der Kategorie Beste originale Filmmusik für Amityville Horror (The Amityville Horror)
- 1981: Oscar-Nominierung in der Kategorie Bester Song für „People Alone“ aus Das große Finale (The Competition)
- 1984: Oscar-Nominierung in der Kategorie Beste adaptierte Filmmusik für Zwei ausgekochte Gauner (The Sting II)
- 2004: Internationaler Filmmusikpreis für sein Lebenswerk der Kunst- und Ausstellungshalle der Bundesrepublik Deutschland in Bonn
- 2012: Max Steiner Film Music Achievement Award Vienna
- 2018: Ehrenoscar für sein Lebenswerk[9]